# Przestrzeń statystyczna dominowana
Przestrzeń statystyczna {\displaystyle (\Omega ,{\mathcal {F}},{\mathcal {P}})} jest przestrzenią statystyczną dominowaną (lub przestrzenią statystyczną zdominowaną), jeżeli istnieje σ-skończona miara {\displaystyle \mu } określona na {\displaystyle {\mathcal {F}}} taka, że każda miara z rodziny {\displaystyle {\mathcal {P}}} jest absolutnie ciągła względem miary {\displaystyle \mu ,} tzn. (po zastosowaniu twierdzenia Radona-Nikodýma):
{\displaystyle \bigwedge \limits _{P\in {\mathcal {P}}}\bigvee \limits _{\frac {dP}{d\mu }}\bigwedge \limits _{A\in {\mathcal {F}}}P(A)=\int \limits _{A}{\frac {dP}{d\mu }}d\mu ,}
gdzie {\displaystyle {\frac {dP}{d\mu }}} jest funkcją o wartościach rzeczywistych nieujemnych. Funkcja {\displaystyle {\frac {dP}{d\mu }}} nazywana wówczas jest gęstością względem miary {\displaystyle \mu ,} natomiast miara {\displaystyle \mu } – miarą dominującą.
Przestrzeń statystyczną dominowaną, w której dla każdego {\displaystyle \theta \in \Theta } wybrano wersję {\displaystyle p_{\theta }} gęstości {\displaystyle {\frac {dP_{\theta }}{d\mu }}} oznaczamy:
{\displaystyle (\Omega ,{\mathcal {F}},\{p_{\theta }:\theta \in \Theta \}).}